# 임동석
임동석(林東錫, 1949년 ~ , 충청북도 단양 출생)은 건국대학교 중문과 교수이다. 서울교대를 졸업하고 국제대학(현 서경대학교) 국문학과 야간대학원에서 공부를 하였다. 1978년 유학자격시험에 합격한 후 대만국립사범대학교에서 박사학위를 취득하였다. 이후 건국대학교 중문학과 교수로 재직하고 있다. 100여 권이 넘는 달하는 중국 인문고전을 번역하였다.

## 저서
저서로는 '조선역학고(朝鮮譯學考)', '중국학술강론(中國學術講論)', '중한대비어문론(中韓對比語文論)' 등이 있다. 2009년부터 '임동석중국사상(林東錫中國思想) 100'(동서문화사)이라는 이름으로 꾸준히 인문고전을 번역하였다. 논어, 맹자, 대학, 중용, 춘추좌전 등의 유교경전은 물론, 사기열전, 전국책 등의 역사서, 손자, 오자, 육도, 삼략 등의 병학서, 한비자, 정관정요 등의 경세서(經世書)까지 다양한 분야를 망라하고 있다.